# Dobri Dub (Kosovo Polje)
Pour l’article homonyme, voir Dobri Dub.
Lismir en albanais et Dobri Dub en serbe latin (en serbe cyrillique : Добри Дуб) est une localité du Kosovo située dans la commune/municipalité de Fushë Kosovë/Kosovo Polje, district de Pristina (Kosovo). Selon le recensement kosovar de 2011, elle compte 758 habitants, dont 757 Albanais.

## Démographie

### Évolution historique de la population dans la localité
| 1948 | 1953 | 1961 | 1971 | 1981  | 1991  | 2011 |
| ---- | ---- | ---- | ---- | ----- | ----- | ---- |
| 538  | 607  | 731  | 921  | 1 061 | 1 208 | 758  |

|  |